# Anni da cane
Anni da cane è un film del 2021 diretto da Fabio Mollo.

## Distribuzione
Il film è stato proiettato in anteprima il 19 ottobre 2021 alla Festa del Cinema di Roma 2021 ed è stato distribuito sulla piattaforma Amazon Prime Video il 22 ottobre seguente.